# 863 Бенкоела
863 Бенкоела (863 Benkoela) — астероїд головного поясу, відкритий 9 лютого 1917 року.
Тіссеранів параметр щодо Юпітера — 3,042.